# Yana Tsikaridze
Yana Tsikaridze (22 de setembro de 1987) é uma ginasta canadense que compete em ginástica rítmica.
Tsikaridze nasceu na Geórgia, e se mudou para o Canadá quando tinha 10 anos.
Ela participou dos Jogos da Commonwealth de 2006, onde recebeu uma medalha de ouro no evento em equipes, uma medalha de prata em fita, e medalhas de bronze nos eventos individual geral e corda.